# Liga Goyana de Fútbol
La Liga Goyana de fútbol es una Liga regional de fútbol Argentina, que une clubes pertenecientes al Departamento Goya y Departamento Lavalle (Corrientes), Provincia de Corrientes. De esta forman parte clubes mayormente de la ciudad de Goya, También Santa Lucía y Lavalle.
La Liga Goyana de Fútbol fue creada el 26 de marzo de 1931 y está afiliada oficialmente a la Asociación del Fútbol Argentino (AFA). 
Fueron promotores de la creación de las siguientes Instituciones: Sociedad 3 de Agosto, Central Goya, Benjamín Matienzo y Goya Automóvil Club; fueron Socios fundadores los Clubes: Automóvil Club, Benjamín Matienzo, Central Goya, Colegio Nacional y Huracán Goya.

## Historial de campeones
| Equipo               | Ciudad              | Fundación                           | Primera participación | Temporadas totales | Último retorno | Temporadas consecutivas desde último retorno | Torneos ganados | Ubicación en la temporada 2017 |
| -------------------- | ------------------- | ----------------------------------- | --------------------- | ------------------ | -------------- | -------------------------------------------- | --------------- | ------------------------------ |
| Central Goya         | Goya                | 23 de septiembre de 1923 (101 años) | 1932                  | 85                 | -              | 85                                           | 41              | 4º                             |
| San Ramón            | Goya                | 23 de marzo de 1973 (52 años)       | 1983                  | -                  | -              | -                                            | 1               | 2º                             |
| Huracán              | Goya                | 1 de junio de 1923 (102 años)       | 1932                  | 85                 | -              | 85                                           | 53              | 1º                             |
| Cañonazo             | Lavalle             | 1979                                | 2015                  | -                  | -              | -                                            | 1               | 7º                             |
| La Bahía             | Goya                | 4 de julio de 2008 (17 años)        | 2013                  | -                  | -              | -                                            | -               | 8º                             |
| Benjamín Matienzo    | Goya                | 22 de abril de 1922 (103 años)      | 1932                  | 85                 | -              | 85                                           | 41              | 5º                             |
| Juventud Unida       | Goya                | 19 de septiembre de 1937 (87 años)  | 1947                  | 70                 | -              | 70                                           | 4               | 9º                             |
| Sportivo Santa Lucía | Santa Lucía         | 16 de mayo de 1938 (87 años)        | 1941                  | -                  | 1986           | 31                                           | 3               | 3º                             |
| Municipal            | Goya                | 18 de julio de 1980 (45 años)       | 1989                  | 28                 | -              | 28                                           | 1               | 6º                             |
| Club Surubí          | Goya                | 18 de julio de 2022 (3 años)        | 2023                  | -                  | -              | -                                            | -               | -                              |
| Malvinas Argentinas  | Goya                | 27 de mayo de 2019 (6 años)         | 2021                  | -                  | -              | -                                            | -               | -                              |
| Santa Lucía F.C      | Santa Lucía         | 05 de febrero de 2021 (4 años)      | 2021                  | -                  | -              | -                                            | -               | -                              |
| Puerto Lavalle       | Lavalle             |                                     | 2022                  | -                  | -              | -                                            | -               | -                              |
| Gobernador Martinez  | Gobernador Martinez |                                     | 2025                  | -                  | -              | -                                            | -               | -                              |